# Dysgonia ningi
Dysgonia ningi is een vlinder uit de familie van de spinneruilen (Erebidae). De wetenschappelijke naam van deze soort is voor het eerst voorgesteld als Ophisma ningi door Carl Plötz in een publicatie uit 1880.
De soort komt voor in Gabon.